# 존 버턴
존 버턴(Jon Burton)은 영국의 비디오 게임 디자이너, 작가, 감독, 프로그래머이며, 그는 트래블러스 테일스와 TT 게임의 설립자이다.
1989년 버턴은 트래블러스 테일스를 설립했으며, 그는 소닉 3D 블래스트, 레고 스타워즈 등을 설계했다.

## 작품

### 비디오 게임
- 소닉 3D 블래스트
- 소닉 R
- 토이 스토리 레이서
- 크래쉬 밴디쿳: 마왕의 부활
- 레고 스타워즈 (비디오 게임)
- 바이오니클 히어로즈
- 트랜스포머: 더 게임
- 레고 배트맨: 더 비디오게임
- 레고 해리 포터: 이어스 1-4
- 레고 해리 포터: 이어스 5-7
- 레고 배트맨 2: DC 슈퍼 히어로즈
- 레고 반지의 제왕 (비디오 게임)
- 레고 시티 언더커버
- 레고 마블 슈퍼 히어로즈
- 레고 호빗 (비디오 게임)
- 레고 배트맨 3: 비욘드 고담
- 레고 쥬라기 월드
- 레고 마블 어벤저스
- 레고 스타워즈: 포스 어웨이큰
- 레고 월드

### 영화
- 레고 배트맨 2: DC 슈퍼 히어로즈
- 레고 무비
- 레고 배트맨 무비
- 레고 무비 2